# 马里冈

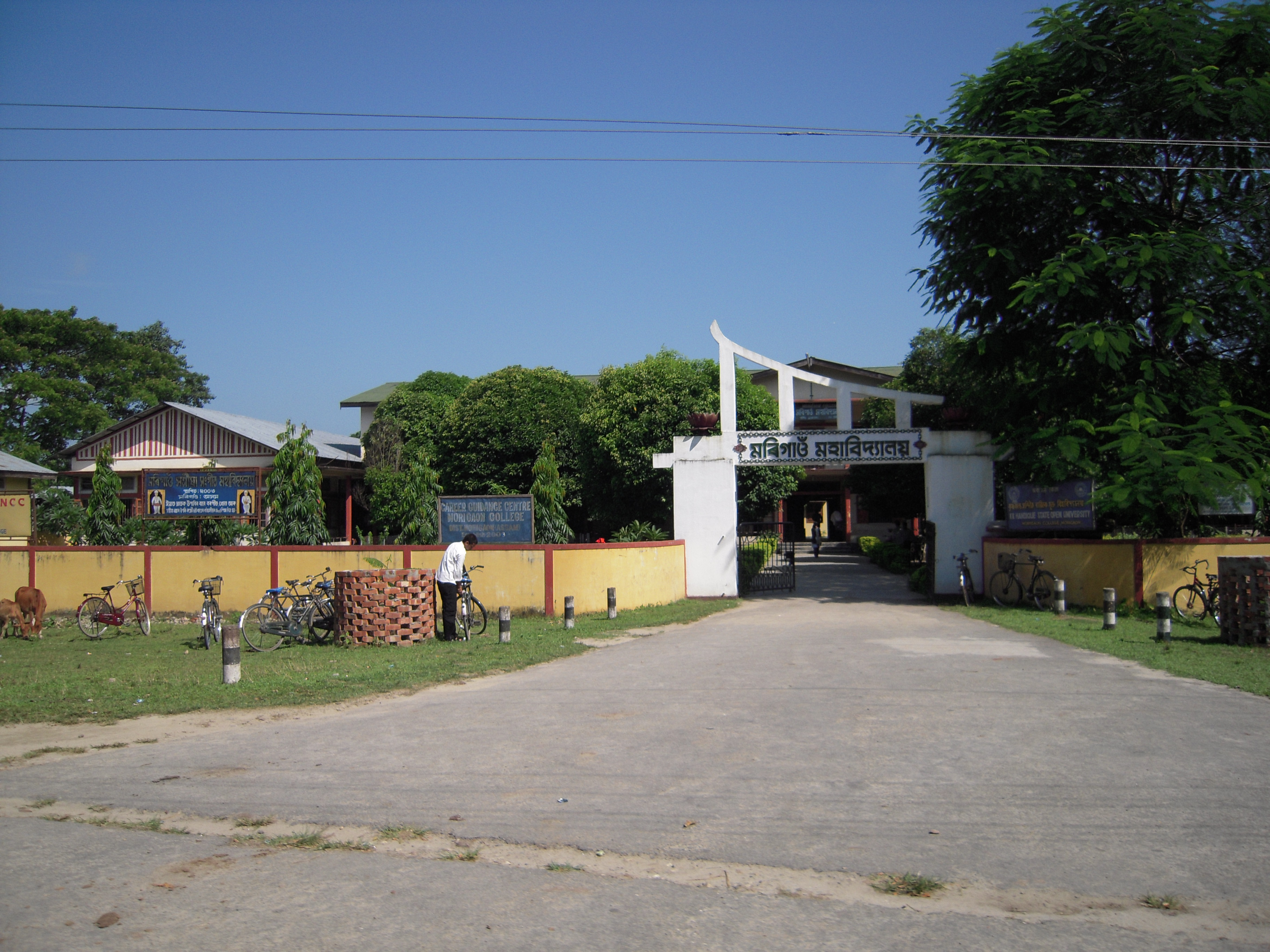

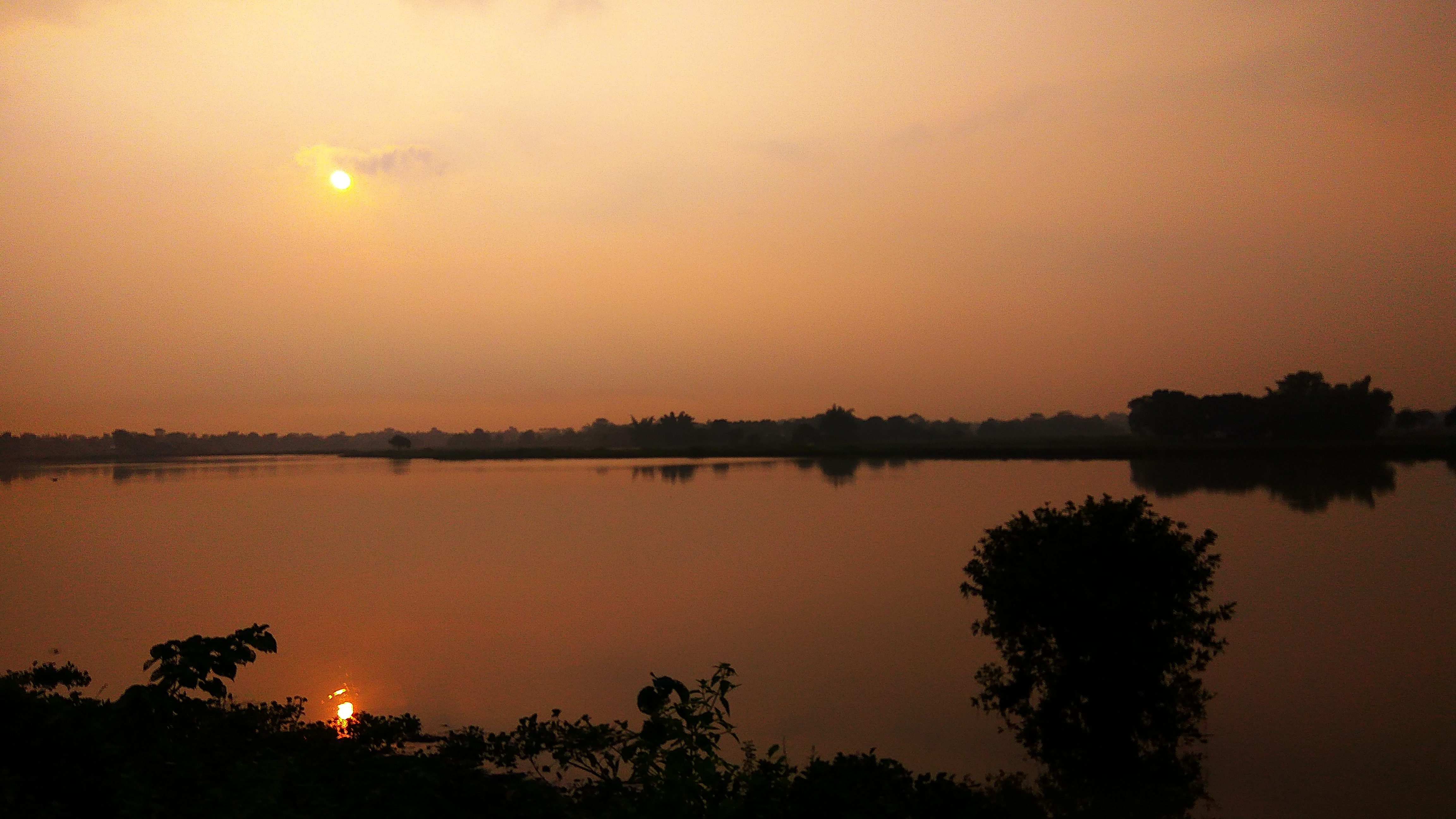

马里冈（Marigaon）是印度阿萨姆邦馬里岡縣的一个城镇。总人口29164（2011年）。

## 历史沿革
原属纳冈县，1989年从纳冈县划出馬里岡縣，以马里冈为该县首府。

## 人口
该地2001年总人口20807人，其中男性10885人，女性9922人；0—6岁人口2455人，其中男1288人，女1167人；识字率76.47%，其中男性为80.98%，女性为71.52%。
2011年，该地人口为29164人，其中男性14793人，女性14371人。印度教徒占该地人口大多数，比例超过77%。穆斯林占少数，超21%。2011年识字率为 89.4%，高于全国平均水平。